# Emílio Doux
Emílio Doux ou Émile Doux (França, 1798 — Rio de Janeiro, 1876) foi um ator de teatro, encenador, dramaturgo e empresário teatral francês, radicado em Portugal e depois no Brasil.

## Biografia
Formado pelo Conservatório de Arte Dramática de Paris, engajou-se numa companhia profissional que, nos anos de 1830, esteve em Lisboa, liderada por Paul e Madame Charton. Com a partida da companhia, ele decidiu instalar-se na capital portuguesa e aí permaneceu por quase vinte anos. Aí, tornou-se um dos mais importantes personagens da história teatral lisboeta. Doux renovou o cenário do teatro lusitano, introduzindo novos gêneros e estilos de atuação. A 14 de janeiro de 1835 estreou-se como ator de uma companhia francesa no Teatro da Rua dos Condes. Depois de, com a sua companhia, dar verdadeiros exemplos de progresso na arte aos atores portugueses, tomou a direção do teatro nacional, desenvolvendo notavelmente o gosto pela arte de representar e implementou o no público o gosto pelo Romantismo. Deu também lições de declamação.
No tempo em que dirigiu o Teatro da Rua dos Condes, Teatro do Salitre, Teatro Gymnasio e Teatro D. Fernando, apresentou grande número de discípulos distintíssimos, que mais tarde foram verdadeiros ornamentos do teatro português. Entre eles, citam-se: Teodorico Baptista da Cruz, João Anastácio Rosa, Epifânio Aniceto Gonçalves, Joaquim José Tasso, Emília das Neves, Delfina do Espírito Santo, Carlota Talassi, Ana Cardoso, Emília Cândida, Romão António Martins, entre outros. A história de Doux em Portugal, contudo, não foi marcada apenas por sucessos. Embates com empresários, artistas locais e com a imprensa foram constantes em sua experiência, fazendo-o mudar-se para o Brasil.
No Rio de Janeiro, logo se associou ao mais importante ator brasileiro, João Caetano, mas também trabalhou com o jovem grupo que vinha tentando uma renovação da cena brasileira. Doux manteve-se em atividade por outros 20 anos, até sua morte em 1876. Pouco antes disso, naturalizou-se brasileiro.